# 岩崎征実
岩崎 征実（いわさき まさみ、1971年10月25日 - ）は、日本の男性声優。東京都出身。尾木プロ THE NEXT所属。

## 略歴
日本大学芸術学部卒業。以前はCSRコーポレーションに所属していた

## 人物
趣味は東京ヤクルトスワローズ愛、ウエイトトレーニング。特技は殺陣、ヌンチャク、顔がよく動くこと。

## 出演
太字はメインキャラクター。

### テレビアニメ
1997年
- ケロケロちゃいむ（ハック）
- こちら葛飾区亀有公園前派出所（1997年 - 2008年、左近寺竜之介、ベルグマン、司会者）

1998年
- 発明BOYカニパン（1998年 - 1999年、イゴール、ギンジョー） - 2シリーズ
- ビーストウォーズII 超生命体トランスフォーマー（1998年 - 1999年、ビッグホーン）

1999年
- ビーストウォーズネオ 超生命体トランスフォーマー（ハードヘッド）
- メダロット（1999年 - 2000年、サケカース、オトコヤマ先生、ティレルビートル） - 2シリーズ

2000年
- 真・女神転生デビチル（2000年 - 2002年、セイギュウカイ、ヴリトラ、ガーゴイル隊長、ミルムンガルド） - 2シリーズ
- トランスフォーマー カーロボット（レッカーフック、ビルドサイクロン）
- ビックリマン2000（絶メッ鬼、歯垢帝、霊断坊主、邪凶大帝ベールガイスト、崇命界王ミラー寿）
- 遊☆戯☆王デュエルモンスターズ（磯野、梶木の父、ラフェールの父）

2001年
- キャプテン翼（2001年 - 2002年、武蔵FCの監督、理事、Dr.シュタイン、解説者）
- 格闘料理伝説ビストロレシピ（幕之内月次、クラウン）
- 仰天人間バトシーラー（キョロキョロンシーC）
- しあわせソウのオコジョさん（中林稔、ハブ番長）
- テニスの王子様（2001年 - 2012年、赤澤吉朗、日吉若、早乙女晴美） - 2シリーズ
- Dr.リンにきいてみて!（丹下、悪霊）
- 破壊魔定光（ダンソウ）
- バンパイヤン・キッズ（フランケンくん）

2002年
- おジャ魔女どれみドッカ〜ン!（監督）
- 奇鋼仙女ロウラン（中原玄海）
- げんき げんき ノンタン（看板、モンスター、カルタの木）
- ホイッスル!（古臼監督、榊）
- ボンバーマンジェッターズ（2002年 - 2003年、バーディ）

2003年
- R.O.D -THE TV-（ドレイク・アンダーソン）
- ウルトラマニアック（三上先生）
- GUNSLINGER GIRL（2003年 - 2008年、アルフォンソ、レオーネ） - 2シリーズ

2004年
- 吟遊黙示録マイネリーベ（2004年 - 2006年、フリッツ、ホルスト公爵） - 2シリーズ
- Get Ride! アムドライバー（ガングリッド・ディグラーズ）
- ジパング（青梅鷹志）
- 陸奥圓明流外伝 修羅の刻（中岡慎太郎 他）
- 遊☆戯☆王デュエルモンスターズGX（鮫島校長）

2005年
- アイシールド21（黒木浩二、初條薫、ケルベロス、審査員、モーガン）
- アニマル横町（カニ使い座）
- 韋駄天翔（ジョー）
- おねがいマイメロディ（2005年 - 2008年、バク母、塩田会長、カルロッソ、なすびの神様） - 4シリーズ
- capeta（藤村誠、渋谷昭彦）
- 銀牙伝説WEED（玄婆、抜人）
- 銀盤カレイドスコープ（鷹橋）
- シュガシュガルーン -suar×2 rune-（コルヌ＝メイユール）
- 蟲師（男）

2006年
- 家庭教師ヒットマンREBORN!（沢田家光）
- 彩雲国物語（茶仲障、大親分）
- 人造昆虫カブトボーグ V×V（2006年 - 2007年、実況、原始人夫、ワグネル・ペレイラ・カルドーソ9世、バルカン 他）
- スクールランブル 二学期（執事の中村）
- 009-1（補佐官）
- 西の善き魔女 Astraea Testament（ガーラント）
- 妖怪人間ベム（2006年）（日向玄白、キャスター、老人、男、記者）
- RED GARDEN（現場監督）

2007年
- 鋼鉄三国志（曹仁子孝 他）
- この青空に約束を― 〜ようこそつぐみ寮へ〜（菱田武憲）
- 鉄子の旅（アナウンス）
- ドラゴノーツ -ザ・レゾナンス-（オストルム）
- ひぐらしのなく頃に解（沙都子の父）

2008年
- ヴァンパイア騎士（ヴァンパイアの男）
- エグザムライ（オーガ）
- おねがい♪マイメロディ きららっ★（バク母、なすびの神様）
- 恋姫†無双（馬騰）
- ネオ アンジェリーク Abyss（ヨルゴ） - 2シリーズ
- ミチコとハッチン（ジーノ）

2009年
- エグザムライ戦国（オーガ）
- グイン・サーガ（スカール）
- クッキンアイドル アイ!マイ!まいん!（2009年 - 2011年、きなこの父、側近、監督、麗麗の父、はたけやま）
- 毎日かあさん（2009年 - 2011年、ちーくんパパ、麦ちゃん夫、おじさん、師範、アナホルー 他）
- 遊☆戯☆王5D's（ロットン）

2011年
- ジュエルペットシリーズ（2011年 - 2015年、イルカ先生、スタッフ、リリー、店主、団長、シャーク先生、福王寺印） - 3シリーズ
- スイートプリキュア♪（ディレクター、ボス猫）
- トリコ（2011年 - 2012年、マリリン、プリコム、アポロン）
- メタルファイト ベイブレード 4D（2011年 - 2012年、ケイザー）

2012年
- 獣旋バトル モンスーノ（クリプス博士）
- 超ロボット生命体 トランスフォーマー プライム（スカイクエイク、ドレッドウィング、ジグ）
- 夏目友人帳 シリーズ（2012年 - 2016年、ムシクイ、オオツノ） - 2シリーズ

2013年
- 俺の脳内選択肢が、学園ラブコメを全力で邪魔している（夢島カラス）
- 義風堂々!! 兼続と慶次（真田昌幸）
- ドキドキ!プリキュア（ジコチュー、プロトジコチュー）
- ビーストサーガ（パワーシャーク）
- ムシブギョー（蒼願）

2014年
- アカメが斬る!（ボリック）
- 怪盗ジョーカー（男性）
- ジョジョの奇妙な冒険 スターダストクルセイダース（ズィー・ズィー）
- 戦国無双SP 真田の章（徳川武将）
- テラフォーマーズ（2014年 - 2016年、アーロン・ユージック） - 2シリーズ
- ドラゴンコレクション（アエビマ）
- ブレイドアンドソウル（オーバ）
- 魔弾の王と戦姫（クレイシュ＝シャヒーン＝バラミール）
- 遊☆戯☆王ARC-V（権現坂の父）

2015年
- 金田一少年の事件簿R（皇翔）
- 銀魂（2015年 - 2018年、御子柴優、王蓋） - 2シリーズ
- VENUS PROJECT -CLIMAX-（大佐、八百屋）

2016年
- 逆転裁判 〜その「真実」、異議あり!〜（2016年 - 2019年、糸鋸圭介） - 2シリーズ
- 装神少女まとい（フェゴル）
- タイムボカン24（2016年 - 2018年、ハチブルーン、アリボマー、セミトブン、オケドリラー、イモムシータンク、モスキートン、カタツムリン、ドタバッタン） - 2シリーズ
- 霊剣山 星屑たちの宴（傲観海）

2017年
- チェインクロニクル 〜ヘクセイタスの閃〜（ヴォルグ）

2018年
- 銀河英雄伝説 Die Neue These 邂逅（フョードル・パトリチェフ）
- ニル・アドミラリの天秤（鵜飼昌造）
- ポケットモンスター サン&ムーン（マッドブーバー）
- 僕のヒーローアカデミア（2018年 - 2020年、目良善見） - 2シリーズ
- ほしの島のにゃんこ（グラドン）
- からくりサーカス（パウルマン、アンゼルムス）

2019年
- ポチっと発明 ピカちんキット（アイスマン）

2020年
- 魔術士オーフェンはぐれ旅（マクドガル）
- ジビエート（ブライアン）
- THE GOD OF HIGH SCHOOL ゴッド・オブ・ハイスクール（ジン・プングァン）
- ふしぎ駄菓子屋 銭天堂（美容院店長）
- 最響カミズモード!（2020年 - 2021年、ピヨちゃん / ナベキチ、ナベオ、ナベコ、ナベタ、ナベル、ナベミ、ナベト、ナベヨ、ナベスケ）

2021年
- キングダム（剛摩諸）
- 精霊幻想記（2021年 - 2024年、ヘルムート＝アルボー、奴隷商人） - 2シリーズ

2022年
- 魔入りました!入間くん（2022年 - 2023年、Mr.ハット）
- ポプテピピック TVアニメーション作品第二シリーズ（モッチー〈第11話Bパート〉）

2023年
- デッドマウント・デスプレイ（四乃山五郎）
- 王様ランキング 勇気の宝箱（チャンピオン）
- BEYBLADE X（2023年 - 2024年、マウンテンラーメン社長）

2024年
- 刀剣乱舞 廻 -虚伝 燃ゆる本能寺-（明智光秀）
- 来世は他人がいい（ナオヤ）

2025年
- クレヨンしんちゃん（店長）
- フェルマーの料理（西門理事長）
- ガチアクタ（デルモン）

### 劇場アニメ
1990年代
- ビーストウォーズII 超生命体トランスフォーマー ライオコンボイ危機一髪!（1998年、ビッグホーン）
- こちら葛飾区亀有公園前派出所 THE MOVIE（1999年、左近寺竜之介）

2000年代
- こちら葛飾区亀有公園前派出所 THE MOVIE2 UFO襲来! トルネード大作戦!!（2003年、左近寺竜之介）
- 雲のむこう、約束の場所（2004年、蝦夷製作所工員、駅/車内アナウンス、病院院長）
- DEAD LEAVES（2004年、軍曹）
- 劇場版 テニスの王子様 跡部からの贈り物 君に捧げるテニプリ祭り（2005年、日吉若）
- はなれ砦のヨナ（2006年、スタン）
- ピアノの森（2007年）
- 秒速5センチメートル（2007年）
- アジール・セッション（2009年、タカヤマ）

2010年代
- プランゼット（2010年、明嶋孝志郎）
- 劇場版 テニスの王子様 英国式庭球城決戦!（2011年、日吉若）
- グスコーブドリの伝記（2012年、水下の男）
- 劇場版 ゆうとくんがいく（2014年、牛乳屋さん）
- 遊☆戯☆王 THE DARK SIDE OF DIMENSIONS（2016年、磯野、刈田）
- GANTZ:O（2016年）
- PEACE MAKER 鐵（2017年、島田魁）

2020年代
- ジュエルペット あたっくとらべる!（2022年、イルカ先生）
- 劇場版 オーバーロード 聖王国編（2024年、オルランド・カンパーノ）

### OVA
2001年
- R.O.D -READ OR DIE-（ドレイク・アンダーソン）

2006年
- テイルズ オブ ファンタジア THE  ANIMATION（将軍A）

2007年
- テニスの王子様 Original Video Animation 全国大会篇（日吉若、早乙女晴美）

2009年
- テニスの王子様 Original Video Animation ANOTHER STORY 〜過去と未来のメッセージ 風雲少年跡部（日吉若）

2011年
- .hack//Quantum（スミス）

2013年
- 参乗合体 トランスフォーマーGo!（ガイドーラ）

### Webアニメ
2010年
- World Series ヘタリア（ノルウェー）

2013年
- ヘタリア The Beautiful World（ノルウェー）

2015年
- ヘタリア The World Twinkle（ノルウェー、悪魔上司）

2016年
- ホイッスル!（ボイスリメイク版）（洛葉監督）

2017年
- ポケモンジェネレーションズ（シャガ）

2019年
- ベイブレードバースト ガチ（2019年 - 2020年、灰嶋ロダン）

2021年
- 天空侵犯（東父）

2023年
- PLUTO（男）

### ゲーム
2002年
- 帰ってきたサイボーグクロちゃん（ナレーション、スナイパー・エース）
- 機甲兵団 J-PHOENIX コバルト小隊篇（ベリウム・ヴァレリウス）
- 真・女神転生 デビルチルドレン 黒の書・赤の書（ウリエル）
- ボンバーマンジェッターズ（バーディ）

2003年
- あしたのジョー 〜まっ白に燃え尽きろ!〜（ゴロマキ権藤、解説者、鬼姫会、チンピラ）
- ゲゲゲの鬼太郎 異聞妖怪奇譚（赤舌）
- GetBackers -奪還屋-〜奪還だヨ!全員集合!!〜（産業スパイ、作業員）
- みんなの王子様（日吉若）

2004年
- テニスの王子様 最強チームを結成せよ!（日吉若、赤澤吉朗）
- テニスの王子様 2005 CRYSTALDRIVE（日吉若、赤澤吉朗）
- テニスの王子様 RUSH & DREAM!（日吉若、赤澤吉朗、京四郎）

2005年
- テニスの王子様 学園祭の王子様（日吉若、赤澤吉朗）
- TOUGH DARK FIGHT（ノエル・リーシャル）

2006年
- テニスの王子様 ドキドキサバイバル 山麓のMystic（日吉若）
- 任侠伝 渡世人一代記（黒永軍兵衛）
- ネオ アンジェリーク（ヨルゴ、カーライル）
- マイネリーベII〜誇りと正義と愛〜（カルパル）
- 龍が如く2（郷田龍司）
- るろうに剣心 -明治剣客浪漫譚- 炎上!京都輪廻（夷腕坊、ナレーション）

2007年
- テニスの王子様 CARD HUNTER（日吉若、赤澤吉朗）
- テニスの王子様 ドキドキサバイバル 海辺のSecret（赤澤吉朗）
- ドラえもん のび太の新魔界大冒険DS

2008年
- ネオ アンジェリーク フルボイス（ヨルゴ、カーライル）

2009年
- テニスの王子様 ダブルスの王子様 GIRLS，BE GRACIOUS!（日吉若、赤澤吉朗）

2010年
- ELEMENTAL BATTLE ACADEMY（アルプトラウム） - 同人ゲーム
- こちら葛飾区亀有公園前派出所 勝てば天国!負ければ地獄! 両津流 一攫千金大作戦!（左近寺竜之介）
- テニスの王子様 もっと学園祭の王子様 - More Sweet Edition -（日吉若、赤澤吉朗）

2011年
- テニスの王子様 ぎゅっと!ドキドキサバイバル 海と山のLove Passion（日吉若、赤澤吉朗）
- 龍が如く OF THE END（郷田龍司）

2012年
- トリコ グルメモンスターズ!（ビビリ）
- バイナリー ドメイン（ロイ・ボーテン、郷田龍司）
- ヒーローズファンタジア（ドレイク・アンダーソン）
- るろうに剣心 -明治剣客浪漫譚- 完醒（夷腕坊）

2013年
- 英国探偵ミステリア（ルパン父）
- デジモンアドベンチャー
- マジカルバトルフェスタ（アヴァイン＝クレーネ）

2014年
- 十三支演義 〜偃月三国伝2〜（劉表）
- 龍が如く 維新!（西郷吉之助）

2015年
- グランキングダム（シルバ）
- 絶対迷宮 秘密のおやゆび姫（ラグナ、人魚王）
- 魔界戦記ディスガイア5（ブラッディス）

2017年
- 龍が如く 極2（郷田龍司）

2018年
- 北斗が如く（ラオウ）

2019年
- 龍が如く ONLINE（郷田龍司）

2022年
- Gungrave G.O.R.E（ガンフォー・エセックス）

2023年
- 龍が如く 維新! 極（西郷吉之助）
- グランブルーファンタジー（モリモリ）

2024年
- 泡沫のユークロニア（松柏）

### ドラマCD
- 歌姫（カモ）
- クロックタワー3（シザーマン）
- GENE（ゲーン） 天使は裂かれる（フィアルド）
- 絢爛舞踏祭オリジナルドラマ1 武勇号DISC（リン・ハックマン）
- ソリッド・ラブ（寺島部代）
- BL探偵2（森内征輝）
- BE×BOY CD COLLECTION 疵 スキャンダル（吉谷）
- FLESH&BLOOD1 - 4（ルーファス・ベレット）
- ヘタリア ドラマCD インターバル Vol.3「北欧ファイブ!」（ノルウェー）
- PEACE MAKER 鐵（島田魁）
- ボンバーマンジェッターズ「第53話 帰ってきたジェッターズ」（バーディ）

### 吹き替え
- エリアス ちいさなレスキューせん（トローラー）
- パワーレンジャー・S.P.D.（ブルードウイング、ディバステイション）
- パワーレンジャー・ミスティックフォース（トビー / モーティコン、ジェンジー）
- フレンチ・ディスパッチ ザ・リバティ、カンザス・イヴニング・サン別冊（ローバック・ライト〈ジェフリー・ライト〉、警察署長〈マチュー・アマルリック〉、ポール〈クリストフ・ヴァルツ〉[46]）
- Formula 1: 栄光のグランプリ（ザク・ブラウン、ジョージ・ラッセル、ほか）

### ラジオ
- テニスの王子様 オン・ザ・レイディオ（2008年12月、2009年6月、2010年2月、2011年6月、2012年9月、2013年8月、2023年9月）

### 音楽CD
- テニスの王子様シリーズ
  - チャームポイントは泣きボクロ（日吉若）※コーラス参加
  - 不条理（氷帝エタニティ）
  - RISE-下剋＋上等-（日吉若）
  - 坂道の果てへ（氷帝エタニティ）
  - バレンタイン・キッス（日吉若with氷帝学園中）
  - for you（日吉若）
  - SOLO BANG!〜俺の名言集〜（日吉若）
  - HEAVEN KNOWS（日吉若）
  - 新テニスの王子様 学校別アルバム THE PRINCE OF TENNIS II HYOTEI SUPER STARS（日吉若）
  - 日吉王国〜ハダカの王子様〜（日吉若）
  - Room205-Before awakening-（海堂薫、日吉若、切原赤也、財前光）
  - Room205-After awakening-（海堂薫、日吉若、切原赤也、財前光）
- ドキドキ!プリキュア ボーカルアルバム1 Jump up, GIRLS!
  - ジコチューソング（ジコチュー）
- ヘタリアThe World TwinkleキャラクターCD Vol.5
  - うちは…しずか。〜トロールといっしょ〜（ノルウェー）

### 特撮
1998年
- 星獣戦隊ギンガマン（バルキバルキの声、バズガスの声）

2012年
- 仮面ライダーフォーゼ 超バトルDVD 友情のロケットドリルステイツ（サドンダスβの声）

2015年
- 手裏剣戦隊ニンニンジャー（上級妖怪ヌエの声）

2016年
- 動物戦隊ジュウオウジャー（ハナヤイダーの声）

### 舞台
- こちら葛飾区亀有公園前派出所（1999年 - 2001年） - 左近寺竜之介

### その他コンテンツ
- テニスの王子様 100曲マラソン
- テニプリフェスタ2009
- テニプリフェスタ2011 in 武道館
- 猫道（ナレーション、日テレ+）